# Reconnaissance gestuelle

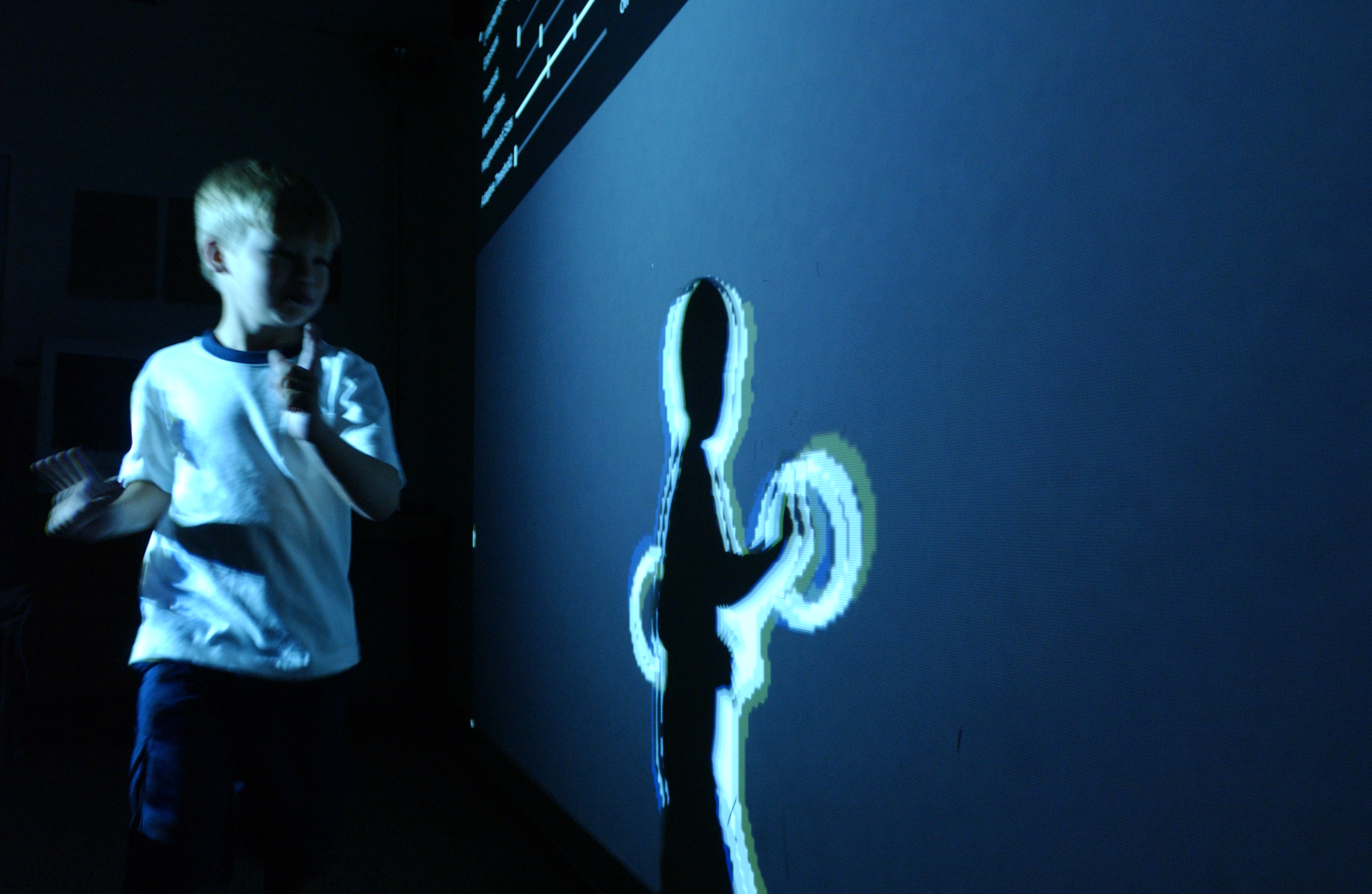
Essai d'un programme informatique destiné à la reconnaissance des mains.

La reconnaissance gestuelle est un domaine de recherche en informatique et en sciences du langage. Un de ses objectifs est de créer des interfaces informatiques basées sur la reconnaissance des gestes pour les personnes sourdes.